# Trehörningens naturreservat, Västergötland
Trehörningens naturreservat, eller enligt länsstyrelsens officiella benämning Risvedens naturreservat etapp 1, är det äldsta av flera naturreservat i skogsområdet Risveden. Reservatet ligger på gränsen mellan  Ale och Lerums kommuner, Skepplanda, Kilanda och Östads socknar, 35 kilometer nordost om Göteborg, 7 kilometer ost om Skepplanda. Reservatet omfattar 109 ha varav 84 ha barrskog, 22 ha myrmark och 3 ha sjöar.
Barrskogsområdet Risveden präglas av sin starkt brutna topografi och sjörikedom. Vissa delar har ännu karaktär av vildmark utan vägar, dikningar, kalhyggen etc. Salsjön-Trehörningenområdet utgör den enda större och den mest opåverkade av dessa.
Området domineras i öster av en skarp nord-sydlig brant med höjdskillnader på upp till 50 meter. Vackert belägen i kuperad terräng ovan branten ligger Salsjön. Längre norrut nedanför branten ligger sjön Trehörningen med omgivande myrmark. Den oroliga topografin fortsätter västerut, där kärrstråk och bäckdalar omväxlar med små höjdryggar, kullar och bergsstup. I väster ansluter Kroksjöområdet.
I området kan man njuta av utsikten från Salsjöberget, Salsjön, Salstenen, Trollstenarna och de fem Rullestenarna.
Salstenen är det mest kända av områdets flyttblock, då det utgör gräns mellan tre socknar. 
Den upp till 200 år gamla skogen börjar på många håll anta ett urskogsliknande tillstånd. En mindre stig leder genom området och börjar vid Skogstorpsvägen, passerar flera av flyttblocken för att vid Rammdalen ansluta till Risvedenspåret. Här är det också lämpligt att med karta och kompass själv ströva omkring på upptäcktsfärd.
Området förvaltas av Västkuststiftelsen. Tillsammans med naturreservaten Kroksjön, Rammdalen och Risvedens vildmark utgör Trehörningen del av ett 750 hektar stort sammanhängande område av skyddad vildmark.